# Tao Hongjing
Cette page contient des caractères spéciaux ou non latins. S’ils s’affichent mal (▯, ?, etc.), consultez la page d’aide Unicode.
 (novembre 2009).
Si vous disposez d'ouvrages ou d'articles de référence ou si vous connaissez des sites web de qualité traitant du thème abordé ici, merci de compléter l'article en donnant les références utiles à sa vérifiabilité et en les liant à la section « Notes et références ».
Tao Hongjing 陶弘景 (456 - vers 536), nom social Tongming 通明, surnom religieux l'Ermite de Huayang, nom posthume Sire de la chasteté immaculée, est un lettré chinois de la dynastie Liang 梁朝 connu pour sa contribution au taoïsme, en particulier à l'école Shangqing (上清派) de Maoshan (茅山), ainsi qu'à l'alchimie et à la médecine,. Né sous les Liu-Song, il servit à la cour des Qi et mourut sous les Liang, ayant passé presque la moitié de sa vie comme ermite. Dans les nombreux écrits qu'il a laissés il aborde également la divination, la géomancie, l'astronomie ainsi que des sujets plus classiques comme les Généalogies impériales ou le Commentaire du Canon de la piété filiale et des Analectes de Confucius.

## Biographie

### Jeunesse
Tao Hongming est né, tout comme Ge Hong, dans une famille de hauts fonctionnaires installée non loin de la capitale des dynasties du Sud, Jiankang, actuelle Nankin, province de Jiangsu. Il existerait d’ailleurs des liens matrimoniaux entre leurs deux familles. Sa ville d’origine est Moling, district de Danyang, actuel xian de Jiangning. Jeune, il reçoit l'éducation qui convient à un futur titulaire de charges. Néanmoins, A la recherche des montagnes, qu'il aurait écrit à 15 ans, est la première indication de sa vocation érémitique. Une légende tardive prétend que sa mère rêva avant sa naissance d'un dragon sans queue, signe qu'elle aurait un fils au destin peu commun mais sans descendance. 

### À la cour
En 479, l'empereur Gaodi de la Dynastie Qi du Sud (479 — 502) qui vient tout juste de remplacer les Liu-Song lui offre un poste de répétiteur au service des princes. Nullement carriériste, comme en témoigne un extrait de sa correspondance, il semblera très estimé à la cour : il sera admis au conseil impérial et son départ du palais en 492 sera l'occasion d'un banquet d'adieu sans précédent.
Vers la trentaine il perd sa mère et devient pendant sa période de deuil disciple de Sun Youyue 孫游岳 (398–489), abbé du monastère de Xingshi 興世 à la capitale, lui-même disciple de Lu Xiujing 陸修靜 (406–477), créateur d’une liturgie dont se réclament plusieurs écoles. Ce serait par son intermédiaire que Tao Hongjing aurait eu en main ses premiers textes Shangqing. Dans les années à venir, il continuera à visiter les lieux sacrés des montagnes et à rassembler des textes taoïstes et médicaux, allant jusqu’au Zhejiang et au Fujian.

### Ermite au mont Mao

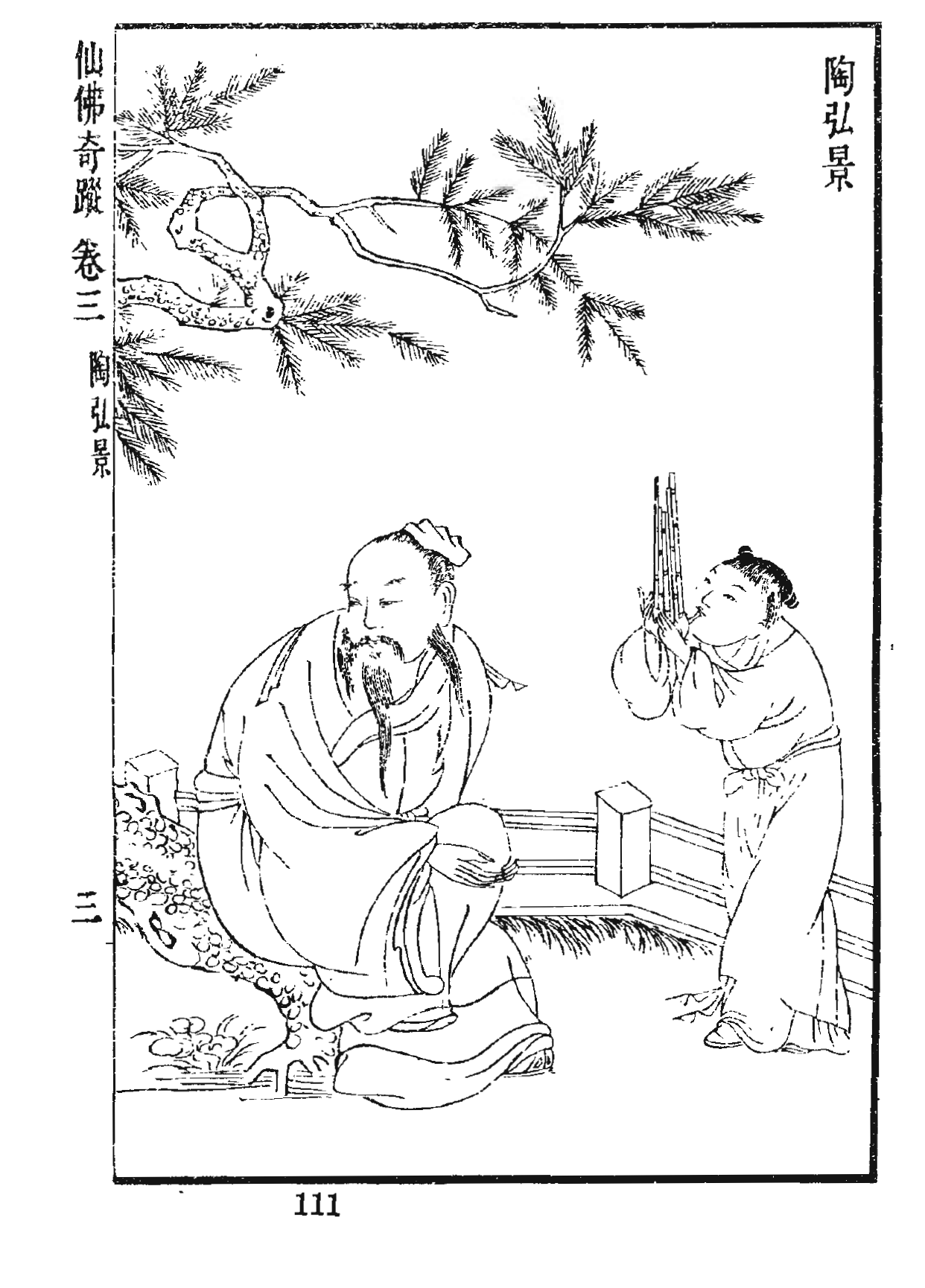
Tao Hongjing sur le mont Mao

Comme en témoignent les termes d'une lettre à un ami, il préfèrerait vivre en ermite que poursuivre sa carrière. En 492 il est autorisé à quitter ses fonctions. Il s’installe sur le mont Mao (ou Maoshan 茅山) près de sa région d'origine. Il y construit l'ermitage Huayang qui deviendra en 499 une construction de trois étages dont il occupe seul le dernier avec un jeune serviteur, le premier étant occupé par ses disciples et le rez-de-chaussée étant mis à la disposition des visiteurs. Avec l’aide de l’empereur Wudi des Liang arrivé au pouvoir en 502, parent des empereurs Qi et avec qui il entretient d’excellentes relations, il en fera le Huayang Guan, premier monastère Maoshan. Wudi lui propose d’ailleurs un poste lors de son accession au trône. Tao Hongjing refuse mais ils entretiendront une correspondance, l’empereur s’adressant à lui pour des conseils, comme le fera d’ailleurs plus tard son successeur le futur Jiandi pendant les trois ans (520-523) qu’il passera comme gouverneur de Xuzhou. Cela lui valut la réputation de Ministre dans les montagnes.

### Rédaction des principaux ouvrages
À partir de 499-500 il écrit ses ouvrages principaux tout en continuant ses recherches alchimiques et herboristes avec le soutien de Wudi. Celui-ci, fervent bouddhiste, se serait attaqué au taoïsme en 504, mais sur le plan personnel la fréquentation simultanée des deux courants n’avait rien d’exceptionnel. La mère de Tao Hongjing était bouddhiste ainsi qu’un de ses grands-pères, et on prétend que Tanluan (476–542), troisième patriarche de la Terre Pure chinoise, aurait étudié l'herboristerie avec lui. Selon certaines biographies, en 513, après un rêve où le Bouddha l'assurait qu’il avait les qualités d'un futur bodhisattva, il aurait prononcé les cinq vœux monastiques à la pagode Asoka où l’on avait découvert une dizaine d’années auparavant des reliques du Bouddha. Dans les instructions laissées à ses disciples pour son enterrement, il aurait demandé la participation d’un nombre égal de prêtres bouddhistes et taoïstes.
Devant les résultats insatisfaisants de ses expériences alchimiques, il délaisse le monastère en 505 pour s’installer dans un endroit plus isolé, pensant que le va-et-vient des visiteurs et disciples est responsable de ses échecs. Il recherche un lieu plus propice, une terre d’immortalité, et pour cela se rend jusqu’au Fujian dont il ne reviendra qu’en 513. 

## Écrits taoïstes
Tao Hongjing a joué un rôle capital dans la constitution de l’école Shangqing (Shangqing pai) qu’on appellera aussi Maoshan, du fait qu’elle a pris son essor sur ce mont. Il rassembla les textes de ce courant, écrits entre 364 et 370 par Yang Xi 楊羲 (330–386), médium associé à Xu Mi, maître d’un lieu de culte sur le mont Mao, probablement sur la base d’un corpus rassemblé et ordonné à la fin du IIIe siècle par Wei Huacun. Il procéda à une refonte du canon et écrivit l’histoire de l’école. L’essentiel se trouve dans le Zhengao (真诰 / 真誥, zhēngào, abréviation de 真人口授之诰, zhēn rénkǒu shòu zhī gào, « proclamation (à l'encontre des) véritables (êtres humains de ce monde ») (~500) et le Dengzhen yinjue (Instructions cachées pour s'élever jusqu'à la perfection), dont il ne subsiste que des fragments.
Il composa aussi une présentation structurée des différentes déités, Description de la hiérarchie des esprits parfaits.
Tao Hongjing exprima ses conceptions religieuses à travers toutes sortes d'écrits. Ainsi en 494, le roi de Yidu 宜都王, ancien élève, mourut victime des guerres intestines de la famille impériale. Tao composa à cette occasion le Récit du rêve (梦记 / 夢記, mèngjì) où il expose les révélations sur l'autre monde obtenues, dit-il, de la bouche du défunt l'ayant visité pendant son sommeil. On soupçonne de même que le Zhoushi mingtongji (récit de la communication de Zhou avec le monde invisible), qu'il présenta à la cour en 517 comme œuvre de son jeune disciple Zhou Ziliang 周子良, médium récemment décédé, est de sa composition.

## Traités de médecine
La rédaction de traités médicaux fait pour l'auteur partie intégrante de son activité de taoïste. Dans la préface du Commentaire du classique de matière médicinale de Shennong, il précise que cet ouvrage s'adresse autant aux pratiquants de la Voie qu'à ceux qui cherchent un remède. Le Rapport sur l’entretien du principe vital pour prolonger la vie, 養性延命錄 Yǎngxìng yánmìng lù, est d’ailleurs inclus dans le canon taoïste.
Tao Hongjing n'était pas le premier de sa famille à rassembler et annoter des textes de pharmacopée car son grand-père et son père l'avaient fait avant lui. Son principal travail est le Commentaires du classique de matière médicinale, 本草集注 Běncǎo jízhù (494~ 500), nouvelle version du plus ancien ouvrage de référence pharmaceutique connu,  qu’il corrige et complète d’après ses propres recherches. Il rajoute ainsi 365 nouvelles espèces aux 365 d’origine, invente une nouvelle classification selon la catégorie naturelle (plante, insecte...) au lieu des trois niveaux d’utilité du premier texte, qui sera reprise par la suite. Il classe les remèdes selon les symptômes qu’ils soignent, précise les relations entre le lieu de production, la récolte, le temps d'infusion et l'efficacité, ainsi que la forme (pilule, poudre...).
Perdu, cet ouvrage a été reconstitué d’après les larges extraits cités dans des traités ultérieurs, en particulier le Zhenglei bencao 證類本草 et le Bencao gangmu 本草綱目. Un manuscrit de la préface a été retrouvé à Dunhuang. Tao Hongjing a aussi complété les Prescriptions d’urgence, Zhou hou jiu zu fang de Ge Hong pour produire Cent une prescriptions, Zhou hou bai fang 肘後百一方.